# Aéroport de Khajurâho
L'aéroport Khajurâho (code IATA : HJR • code OACI : VAKJ) est un aéroport situé à Khajurâho dans l'État indien du Madhya Pradesh.

## Situation
| \| 300 km1:23 714 000 \| Delhi Bombay Madras Bangalore Calcutta Hyderabad Cochin Ahmedabad Goa Pune Thiruvananthapuram Calicut Lucknow Guwahati Srinagar Jaipur Bhubaneswar Coimbatore Nagpur Indore Mangalore Visakhapatnam Patna Amritsar Chandigarh Tiruchirappalli Jammu Raipur Bénarès Agartala Port Blair Vadodara Imphal Bagdogra Madurai Bhopal Ranchi Aurangabad Udaipur Leh Tirupati Rajkot Jodhpur Dehradun Dibrugarh Silchar Gaya Cannanore Vijayawada Surate Durgapur Jamnagar Belagavi Hubli-Dharwad Khajurâho Nanded Aizawl Dimapur Agra Bathinda Gwalior Gorakhpur Hindon |
| 300 km1:23 714 000 |

## Statistiques
Le graphique qui aurait dû être présenté ici ne peut pas être affiché car il utilise l'ancienne extension Graph, désactivée pour des questions de sécurité. Des indications pour créer un nouveau graphique avec la nouvelle extension Chart sont disponibles ici.

Voir la requête brute et les sources sur Wikidata.